# Two Sides of the Moon
Two Sides Of the Moon est l'unique album solo du batteur des Who Keith Moon, sorti en 1975.

## Titres
1. Crazy Like a Fox (Staehely) – 2:07
2. Solid Gold (Barclay) – 2:48
3. Don't Worry Baby (Christian, Wilson) – 3:32
4. One Night Stand (Larden) – 3:37
5. The Kids Are Alright (Townshend) – 3:04
6. Move Over Ms. L. (Lennon) – 3:11
7. Teenage Idol (Lewis) – 2:20
8. Back Door Sally (Marascalco) – 2:32
9. In My Life (Lennon, McCartney) – 2:44
10. Together (Nilsson, Moon, Starkey) – 3:04